# Dam (Band)
Dam (Da Arabian MCs; arabisch دام, DMG Dām; hebräisch דם) ist eine palästinensische, drei-köpfige Hip-Hop-Band, deren Gründungsmitglieder Tamer Nafar, Suheil Nafar und Mahmoud Jreri aus der israelischen Stadt Lod stammen. Seit 2015 ist Maysa Daw Lead-Sängerin der Gruppe.

## Werdegang
Die Band wurde Ende der 1990er-Jahre in Lod, einer in Zentralisrael von Arabern und Juden bewohnten Stadt nahe Tel Aviv, in der alle drei Mitglieder geboren und aufgewachsen sind, gegründet. Tamer Nafar (auch: Der wütende Rap-Star) und sein vier Jahre jüngerer Bruder Suheil hatten bereits seit 1998 zusammen Rap-Musik gemacht. Nachdem wenig später Mahmoud Jreri als Textschreiber der Gruppe beitrat, firmieren sie seitdem unter dem Namen Dam.
Dabei steht der Name DAM nicht nur als Abkürzung für Da Arabian MCs. Dieses Wort hat sowohl im Arabischen als auch im Hebräischen – beide sind semitische Sprachen – die Bedeutung „Blut“ (arabisch دم, DMG dam; hebräisch דם). Im Arabischen kann auch „beständig / unsterblich / ewigwährend“ (arabisch دام, DMG dām) gemeint sein.

“[W]hen put together dam has the total meaning, even if you attack us with blood, Da Arabic Microphone is eternal.”

„Wenn man es zusammensetzt, hat es die komplette Bedeutung; selbst wenn man uns mit Blut angreift, bleibt Da Arabic Microphone bestehen.“

Das Trio thematisiert u. a. den palästinensisch-israelischen Konflikt und nennt sowohl amerikanische Hip-Hop Musiker als auch arabische Musik als Einflüsse. Die mit der Zeit über ihre Heimat hinausgewachsene Aufmerksamkeit führte zu einem internationalen Plattenvertrag und dem 2006 erschienenen Album „Dedication“. Dam rappt vor allem auf Arabisch, aber auch auf Neuhebräisch, Englisch und auf Französisch, um ein noch größeres Publikum anzusprechen.

## Tamer Nafar
Tamer Nafar (hebräisch ת'אמר נאפר, arabisch تامر النفار, DMG Tāmir an-Nafār) ist ein arabischer Rapper, der in Israel lebt. Er gilt als Frontmann von Dam; die Einleitung des „Protest-Rap“ des nahen Ostens bzw. der „lyrischen Front“-Bewegung wird ihm zugeschrieben. Er und der israelische Rapper Subliminal sind die Hauptcharaktere der Anat-Halahmi-Dokumentation Channels of Rage.

### Herkunft/Leben vor dem Rap
Geboren am 6. Juni 1979 in Lod, Israel, stammt Tamer Nafar aus einer palästinensischen Familie, die ein nicht untypisches Schicksal erlitt: Sein Großvater wurde enteignet. In der israelischen Schule, die er besuchte, soll man ihn und seine Mitschüler nach seinen Angaben gezwungen haben, Gedichte über Helden des Zionismus zu lernen. Seinen Lebensunterhalt verdiente sich Tamar Nafar nach der Schule überwiegend durch das Waschen von Autos.

### Karriere
Auf den Hip-Hop aufmerksam wurde Nafar während seiner Tätigkeit als Autowäscher; eine wichtige Rolle spielte hier unter anderem 2 Pac. Im Jahr 2000 gründete er zusammen mit seinem Bruder Suhell Nafar und Familienfreund Mahmoud Jrere die erste palästinensische Rap-Gruppe DAM. In den letzten Jahren spielte die Gruppe eine Führungsrolle im palästinensischen Rap. Die DAM-Mitglieder schreiben ihre Texte und komponieren ihre Musik selbst, die Mehrzahl der Lieder ist auf Arabisch, DAM rappen jedoch auch auf Neuhebräisch und Englisch. Die Arbeit der Gruppe sind vom Palästina-Israel-Konflikt beeinflusst, aber auch vom Kampf für die Gleichberechtigung der im Staat Israel (in den Grenzen von 1967) lebenden palästinensischen Araber.
2001 wurde der palästinensische Golden-Globe-Träger Hany Abu-Assad auf Tamar Nafar aufmerksam, freundete sich mit diesem an und fügte Nafar in seinen Film Paradise Now ein.
Tamer Nafar gilt als Vordermann der Gruppe. Bisher trat er mit ihr sowohl in Palästina als auch in Israel auf und konnte dabei viele Anhänger auf beiden Seiten für sich gewinnen. Seitdem DAM die Aufmerksamkeit des Okzidents geweckt hat, trat die Gruppe vermehrt in Deutschland (13. März 2007 im Glashaus der Arena Berlin), England, Italien, den USA und anderen Ländern westlich Palästinas auf.
2004 brachte die Gruppe ihre Platte Bornhere auf Arabisch und Neuhebräisch, zusammen mit einem Videoclip raus, der von Juliano Mer-Khamis mitproduziert wurde. Drehort waren verschiedene Städte in Shatil (siehe Weblinks).
Das Album „Dedication“ kam 2006 auf den Markt, enthält 15 Titel und enthält sowohl englische, wie auch in der Landessprache verfassten Texte.

### Gesellschaftlich-Politische Stellung
Tamar Nafar selbst deutet immer wieder auf den „lyrischen Krieg“ hin, mit der Auffassung, dass „Unrecht nicht durch Gewehre, sondern durch Papier und Bleistift zu besiegen sei“. Er betont, nicht für eine Flagge oder für ein Symbol, sondern für die Menschen, die Zukunft der Kinder, zu kämpfen. In Interviews forderte er das Zugeständnis der israelischen Regierung, seine Landsleute 1948 (zur Gründung des Staates Israel) enteignet und deportiert zu haben, eine Entschuldigung für diese Geschehnisse, sowie die Rückgabe des entzogenen Eigentums. Er organisiert Demonstrationen, Diskussionsforen und Lesungen. Eine Koexistenz von Juden und Muslimen lehnt er prinzipiell nicht ab.
Kritisch äußert sich Tamer Nafar auch gegenüber der US-Politik im Nahen Osten, schließt jedoch die amerikanische Kultur hiervon aus, „Jede Kultur besitzt positive und negative Aspekte. Wenn ich etwas von der amerikanischen oder europäischen Kultur lernen und meine eigene damit bereichern kann, ist das doch fantastisch.“ Außerdem besteht der Musiker darauf, dass Hip-Hop in erster Linie afro-amerikanisch und erst dann amerikanisch war. „Da besteht ein großer Unterschied.“
Was die Gleichstellung von Frauen in der arabischen Welt betrifft, hat Nafar eine klare befürwortende Position eingenommen. Eine Position die ihm die Sympathie vieler arabischer Frauen gesichert hat:
„Ich rede oft mit gebildeten Frauen […] Ich spreche […] über die Frauenthematik, weil ich dazu eine starke Meinung habe und nicht, weil ich denke, dass ich darüber reden kann und die Frauen nicht, […] Starke Frauen wissen, dass niemand sie repräsentieren muss, vor allem nicht ein Mann. Außerdem schränkt nicht die Religion Frauen ein, sondern religiöse Menschen. Das ist ein gewaltiger Unterschied. Natürlich ist diese Veränderung nur schwer zu erreichen, doch wenn es nicht in dieser Generation gelingt, dann vielleicht in der nächsten.“
Tamer Nafar spielt die Hauptrolle in dem Film „Junction 48“, der 2016 auf der Berlinale gezeigt wurde. Hier werden einige seiner oben genannten politischen Ideen verhandelt.

## Diskografie
- 1998: Stop Selling Drugs
- 2001: Min Irhabi (oder: Meen Irhabi, Wer ist der Terrorist)
- 2006: Dedication (Red Circle / Indigo)
- 2017: Dabke on the Moon / ندبك عالقمر
- 2017: Street Poetry / شعر الشارع
- 2019: Ben Haana wa Maana / بين حانة ومانة